# Coregonus wartmanni
Coregonus wartmanni is een soort houting die in het Bodenmeer voorkomt. Het is een smakelijke vis. De beroepsvisserij op het Bodenmeer is voornamelijk gericht op deze vissoort. In het Duits heet deze houting Bodenseefelchen (Bodenmeerhouting). Het is een endemische vis van dit meer.

## Beschrijving
Deze vis varieert in lengte tussen de 30 en 35 cm en wordt maximaal 45 cm lang. De houting is blauwachtig gekleurd op de rug, maar dit is alleen 's winters in koud water bij vers gevangen vis goed zichtbaar. De vis is na twee tot drie jaar geslachtsrijp en paait in de winter.
Deze houting voedt zich vooral met zoöplankton, insecten en jonge baarsjes.

## Naamgeving
Deze houting werd en wordt ook wel beschreven als een ondersoort of lokale vorm van Coregonus lavaretus (grote marene). Volgens Maurice Kottelat is deze houtingsoort van het Bodenmeer een van de zeker vier, maar mogelijk zes houtingsoorten die alleen voorkomen in dit grote Alpenmeer (439 km²). In dit gebied heet een houting een Felchen. In Beieren en Oostenrijk is de naam Renke en in Noord-Duitsland heten houtingen Maränen, net als in het Nederlands (marenen).

## Natuurbescherming
De visserij in het Bodenmeer op deze soort is sinds de jaren 1970 achteruitgegaan. De vissers wijten dit aan het succes van de bestrijding van de eutrofiëring. Vanaf de jaren 1950 tot in 1979 kwamen steeds meer meststoffen in het water. Dit leidde tot algengroei en zuurstofloosheid. Hierdoor stierf al een houtingsoort (Coregonus gutturosus) uit. Na 1979 is de eutrofiëring gestopt, maar daardoor is (volgens de vissers) ook de hoeveelheid plantaardig en dierlijk plankton afgenomen, die het voedsel vormen van C. wartmanni.
Deze verklaring voor de achteruitgang wordt tegengesproken in studies van de Universiteit van Konstanz die de achteruitgang wijten aan het gebruik van grote visnetten met ruime maaswijdte waardoor de visserijsterfte van grote vis groot is en er (onbewust) geselecteerd wordt op klein blijvende, vroeg geslachtsrijpe visjes.
In ieder geval wordt door de strikt gereguleerde visserij de populatie in zijn voortbestaan niet bedreigd en staat daarom als zodanig op de Rode Lijst van de IUCN.